# 索爾茲伯里 (麻薩諸塞州)
索爾茲伯里（英語：Salisbury）是一個位於美國麻薩諸塞州艾塞克斯縣的鎮。

## 人口
根據2020年美國人口普查的數據，索爾茲伯里的面積為46.20平方千米，當中陸地面積為40.00平方千米，而水域面積為6.20平方千米。當地共有人口9236人，而人口密度為每平方千米200人。